# Abdul Sattar Edhi
Abdul Sattar Edhi NI (in urdu عبد الستار ایدھی‎?), o Edhi, come spesso viene chiamato (Bantwa, 1º gennaio 1928 – Karachi, 8 luglio 2016) è stato un filantropo pakistano.
Era capo della Edhi Foundation, che ha sede in Pakistan e succursali in tutto il mondo. Sua moglie Begum Bilquis Edhi è capo della Bilquis Edhi Foundation. Entrambi sono stati insigniti nel 1986 del Premio Ramon Magsaysay per il Servizio Pubblico. Ha ricevuto inoltre il Premio Lenin per la pace e il Premio Balzan. Maulana Edhi Edhi, come è anche chiamato, appartiene alla comunità Memon. Secondo il Guinness World Records, la sua Edhi Foundation gestisce la più grande rete di ambulanze del pianeta.

## Infanzia
Nativo del Gujarat, regione dell'India britannica, suo padre era un commerciante tessile che manteneva la famiglia grazie al proprio lavoro. Edhi era un leader nato, che sin da piccolo organizzava coi suoi compagni piccoli spettacoli circensi per il pubblico locale. Quando sua madre lo mandava a scuola, leggenda vuole che gli consegnasse due paisa, da spendere uno per sé e uno per qualcun altro. All'età di undici anni cominciò a prendersi cura della madre paralizzata da una grave forma di diabete. Sin dall'infanzia imparò quindi a prendersi cura degli altri prima che di se stesso, ciò che sarebbe poi diventata la cifra stilistica di tutta la sua esistenza.

## Inizi
Nel 1947 la sua famiglia migrò a Karachi, in Pakistan, dopo l'indipendenza del paese. Nel 1951 impiegò il denaro messo da parte ai tempi in cui assisteva la madre per acquistare un piccolo negozio. Lì allestì una farmacia con l'aiuto di un medico, che gli insegnò le tecniche di soccorso elementare, e convinse qualche amico a tenere corsi di alfabetizzazione. Edhi trascorreva all'epoca un'esistenza da uomo semplice: dormiva sul pavimento nella propria farmacia, in modo da trovarsi sempre pronto ad aiutare la gente.
Nel 1957 un'ampia epidemia di influenza colpì Karachi. Edhi fu pronto a reagire, allestendo delle tende fuori dal proprio negozio per distribuire vaccini gratis. In segno di gratitudine, i concittadini gli elargirono generose donazioni, così come molti altri pachistani non appena la notizia si diffuse. Con i soldi delle donazioni, Edhi comprò il resto dell'edificio in cui aveva sede il suo negozio: aprì un centro ostetrico gratuito e un asilo nido, primi embrioni della Edhi Foundation.

## Sviluppo della Edhi Foundation
Negli anni seguenti, la fondazione crebbe in tutto il Pakistan. Dopo l'epidemia influenzale, un uomo d'affari anonimo donò un'importante somma di denaro, con la quale Edhi acquistò un'autoambulanza, da lui stesso guidata. Attualmente la Edhi Foundation dispone di oltre 600 ambulanze (quasi 2000 nel 2008 secondo BBC Asia) operativa in tutto il Pakistan. Lui stesso continua a guidarne a Karachi e in tutta la provincia Sindh: il servizio di ambulanze Edhi è attualmente più sofisticato ed efficiente di quello statale. Oltre ad ospedali ed ambulanze, la Edhi Foundation ha allestito cliniche, asili, case di cura per malattie mentali ed handicap fisici, banche del sangue, orfanotrofi, centri di adozione, obitori, centri di accoglienza per bambini disagiati e donne in difficoltà, scuole, ambulatori e mense. La particolarità di ogni centro Edhi è la struttura di carrelli che sta all'esterno, che garantisce la possibilità a ogni madre in difficoltà di affidare il proprio bambino al centro - dove riceverà sostentamento ed educazione - senza paura di essere riconosciuta.

## Attualità
Sebbene Abdul Sattar Edhi abbia goduto di una reputazione straordinaria in tutto il mondo arabo, ha sempre continuato a condurre una vita semplice, fatta di abiti tradizionali pachistani (ne possiede non più di due) ed estrema sobrietà. La Edhi Foundation dispone di un budget di circa 10 milioni di dollari, dei quali Edhi non ha mai trattenuto nulla per se stesso. Suo figlio Faisal ha raccontato una volta che quando la fondazione aprì un centro in Afghanistan, furono acquistate delle sedie per gli ospiti e per la stampa in occasione della conferenza di apertura: al suo arrivo, Edhi andò su tutte le furie perché i soldi con cui erano state acquistate le sedie, a suo dire, dovevano essere spesi per aiutare la gente. Quella notte dormì sul pavimento della clinica insieme agli autisti delle ambulanze.
La Edhi Foundation continua comunque a crescere. Benché al dr. Edhi sia stato conferito il titolo di Maulana (che viene usato spesso per indicare i Maestri sufi, come in segno di rispetto, non ha mai voluto che questo titolo venisse usato perché lui non ha mai frequentato scuole religiose e non ha mai appartenuto al "clero" islamico. Ha sempre preferito essere chiamato 'dottore', come gli spettava da quando aveva ricevuto il dottorato onorario dall'Institute of Business Administration in Pakistan per i servigi resi all'umanità. Ha conseguito anche la laurea di primo livello in medicina in Pakistan nel 1981. Ha sempre rifiutato donazioni da governi e organizzazioni formalmente religiose, perché - secondo lui - questi enti pongono «condizioni». Ha rifiutato quindi generose donazioni sia dal generale Muhammad Zia-ul-Haq che dallo Stato italiano.
Nel 1996 è stata pubblicata la sua biografia, A Mirror to the Blind (Uno specchio al cieco).
Secondo il Guinness Book of World Records, nel 1997 quello della Edhi Foundation era il più grande servizio volontario di ambulanze del mondo. Inoltre Edhi deteneva personalmente il record di uomo che ha lavorato per il periodo più lungo senza prendersi una vacanza: non si è astenuto dal lavoro nemmeno per un giorno, anche dopo il riconoscimento del record.

## Confisca del passaporto da parte della autorità statunitensi
L'8 gennaio 2008 gli ufficiali dell'ufficio immigrazione statunitense hanno interrogato Abdul Sattar Edhi all'aeroporto Internazionale John F. Kennedy di New York per più di otto ore, sequestrandogli passaporto e documenti.
“Durante l'interrogatorio“, ha riferito Edhi, “mi hanno chiesto perché vengo così spesso negli Stati Uniti. Gli ho spiegato che tipo di lavoro faccio, ma non capivano. Volevano inoltre sapere perché non vivessi negli USA nonostante io abbia la green card“. Alla domanda su perché lo fermino così spesso, Edhi ha risposto non troppo sarcasticamente: l'unico motivo che riesco a pensare sono la mia barba e i miei abiti.

## Negazione del visto per Gaza
Il 29 gennaio 2009 il giornale pakistano «The News» ha diffuso la notizia che a Edhi non era stato permesso da Israele di recarsi a Gaza.. Il giornale spiegava che a Abdul Sattar Edhi, che da due settimane si trovava al Cairo insieme a Faisal Edhi e alle sue due figlie per curare i palestinesi di Gaza, si era dispiaciuto pubblicamente per il fatto che, giorno dopo giorno, la sfera dei diritti umani si restringesse, a suo dire, in tutto il mondo.

Dopo il diniego delle autorità israeliane, secondo un portavoce della Edhi Foundation, il dr. Edhi era giunto alla conclusione che i diritti umani erano stati ormai uccisi e sepolti.

## Onorificenze

### Premi internazionali
- 1986 Premio Ramon Magsaysay per il Servizio Pubblico
- 1988 Premio Lenin per la pace
- 1992 Paul Harris Fellow Rotary International Foundation
- Nel 2000, Edhi è stato insignito del Premio Balzan per l'umanità, la pace e la fratellanza